# Geste des comtes de Dammartin
 (mars 2015).

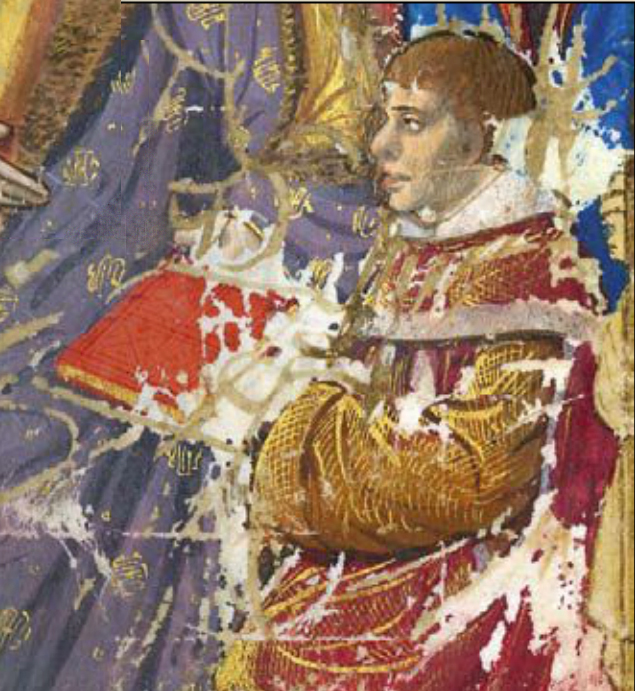
Détail d'une miniature du Maître des Entrées parisiennes représentant Nicolas de Houssemaine en frontispice de son manuscrit de la Geste des comtes de Dammartin.

La Geste des comtes de Dammartin est un récit épique et romanesque écrit au début du XVIe siècle par Nicolas de Houssemaine, doyen de la faculté de médecine d’Angers. La bibliothèque municipale d'Angers a fait l'acquisition de cette chronique médiévale en 2012. Ce manuscrit historique revient en France après trois siècles passés hors de France. 

## Historique
Jean de Chabannes, à qui ce manuscrit enluminé était destiné, le reçut quelques années seulement avant sa mort. Sa fille, prénommée Avoye, hérita de cette œuvre qui passa ensuite entre les mains de René d'Anjou, petit-fils de Charles III d'Anjou, frère cadet du Roi René. Au XVIIe siècle, l'ouvrage était en possession de Valentin Conrart (1603-1675), premier secrétaire perpétuel de l'Académie française. Sa trace se perd jusqu'à la période de la Révolution française où il réapparait chez un bibliophile britannique, Richard Herbert, avant d'être mis en dépôt par ses héritiers à la British Library. Le manuscrit fut mis en vente chez Christie's en 2006 et acquis par un Américain avant d'être racheté, quelques années plus tard, par la France.
C'est au cours de l'hiver 2011-2012 que la bibliothèque municipale d'Angers fit l'acquisition de ce roman de chevalerie avec l'aide du ministère de la Culture dans le cadre des « Acquisitions patrimoniales d'intérêt national » et de la région des Pays de la Loire au titre du « Fonds régional d'acquisition des bibliothèques ». Ce manuscrit revient en France après plus deux siècles passés en Grande-Bretagne et quelques années aux États-Unis.

## Description

### Le texte
Le texte de la Geste des comtes de Dammartin, n'était connu que par l'unique copie anonyme datant du début du XVIe siècle et conservé à la Bibliothèque nationale de France (sous la cote Fr.4962). Le manuscrit est l'œuvre de Nicolas de Houssemaine, doyen de la faculté de médecine d’Angers et fondateur de l'abbaye de La Daguenière. 
Nicolas de Houssemaine présente, à la manière d'une chanson de geste, la geste des comtes de Dammartin depuis l'origine historique de la famille des Dammartin issue de la noblesse carolingienne, sa parenté avec les familles royale et la gloire des ancêtres de Jean de Chabannes. Le récit met en scène de nombreux personnages parfois mythiques comme le héros Assaillant, comte de Dammartin et son fils Guérard qui participera au côté du roi Louis de France, à l'expédition sur Antioche afin d'en libérer le pape qui y est retenu. 
Le texte est une suite d'intrigues, de rivalités et d'alliances entre seigneurs qui se succèdent. Les voyages en terres étrangères, les combats et les captures rythment le récit. 

### Codicologie
Le livre est relié avec une couverture de cuir rouge. La reliure d'ais présente une alternance de bande de velours jaune et pourpre. La première page est enluminée par une miniature représentant Houssemaine offrant son ouvrage à l'un de ses patients, Jean de Chabannes, comte de Dammartin. Il contient au total 6 miniatures en pleine page, 7 autres ayant disparu. Elles sont attribuées au Maître des Entrées parisiennes, avec des encadrements donnés à la main du Maître d'Étienne Poncher.